# Julian Schnabel
Julian Schnabel (Brooklyn, New York, 26 d'octubre de 1951) és un cineasta i pintor neoexpressionista estatunidenc.

## Biografia
Fill de pares jueus, s'instal·la el 1965 amb la seva família a Brownsville, Texas. Estudia Belles arts a la universitat de Houston on obté el seu Bachelor of Fine Arts, a continuació al Museu Whitney d'Art Americà a Nova York. Exposa sol per primera vegada L'any 1979 a la Mary Boone Gallery a la Cinquena Avinguda i participa en la Biennal de Venècia L'any 1980. Esdevé ràpidament una figura important del corrent neoexpressionista.
L'any 1996, comença una carrera de realitzador amb Basquiat que és una pel·lícula biogràfica sobre l'artista americà Jean-Michel Basquiat. El seu film següent, Before Night Falls, és una adaptació de la novel·la homònima de Reinaldo Arenas. The Diving Bell and the Butterfly dirigida l'any 2006 és l'adaptació de la novel·la L'escafandre i la papallona de Jean-Dominique Bauby. L'any 2010, segueix les seves adaptacions literàries amb Miral segons la novel·la de Rula Jebreal.
Des de 2010, exposa a Londres, a Milà i París, una selecció de fotografies Polaroid preses des de 2002, que retoca a la pintura per a millor en subratllar els punts destacats. Aquestes fotografies han pres amb una cambra fotogràfica imponent de format 50 × 60 construïda especialment per Polaroid.

## Obra

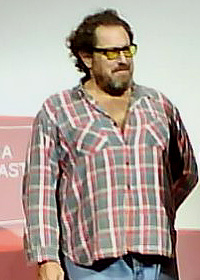

- Les seves obres tracten a la vegada l'art abstracte i el  figuratiu.
- Ha treballat de diferentes maneres la tela, com els collages de materials diversos.

## Filmografia
- 1996: Basquiat
- 2000: Before Night Falls
- 2007: L'escafandre i la papallona (The Diving Bell and the Butterfly)
- 2007: Berlin Lou Reed's Berlin
- 2010: Miral
- 2018: At Eternity's Gate

## Premis i nominacions
- 1996: Selecció oficial a la Mostra de Venècia 1996 per Basquiat
- 2000: Gran Premi especial del jurat a la Mostra de Venècia 2000 per Before Night Falls
- 2007: Premi de la posada en escena al Festival de Cannes 2007 per L' escafandre i la papallona.
- 2008: Nominació al BAFTA a la millor pel·lícula estrangera
- 2008: Nominació al César al millor director i César a la millor pel·lícula per L' escafandre i la papallona
- 2008: Globus d'Or al millor director per L' escafandre i la papallona
- 2008: Nominació a l'Oscar al millor director per L' escafandre i la papallona
- 2010: Selecció oficial a la Mostra de Venècia 2010 per Miral